# Tumpline

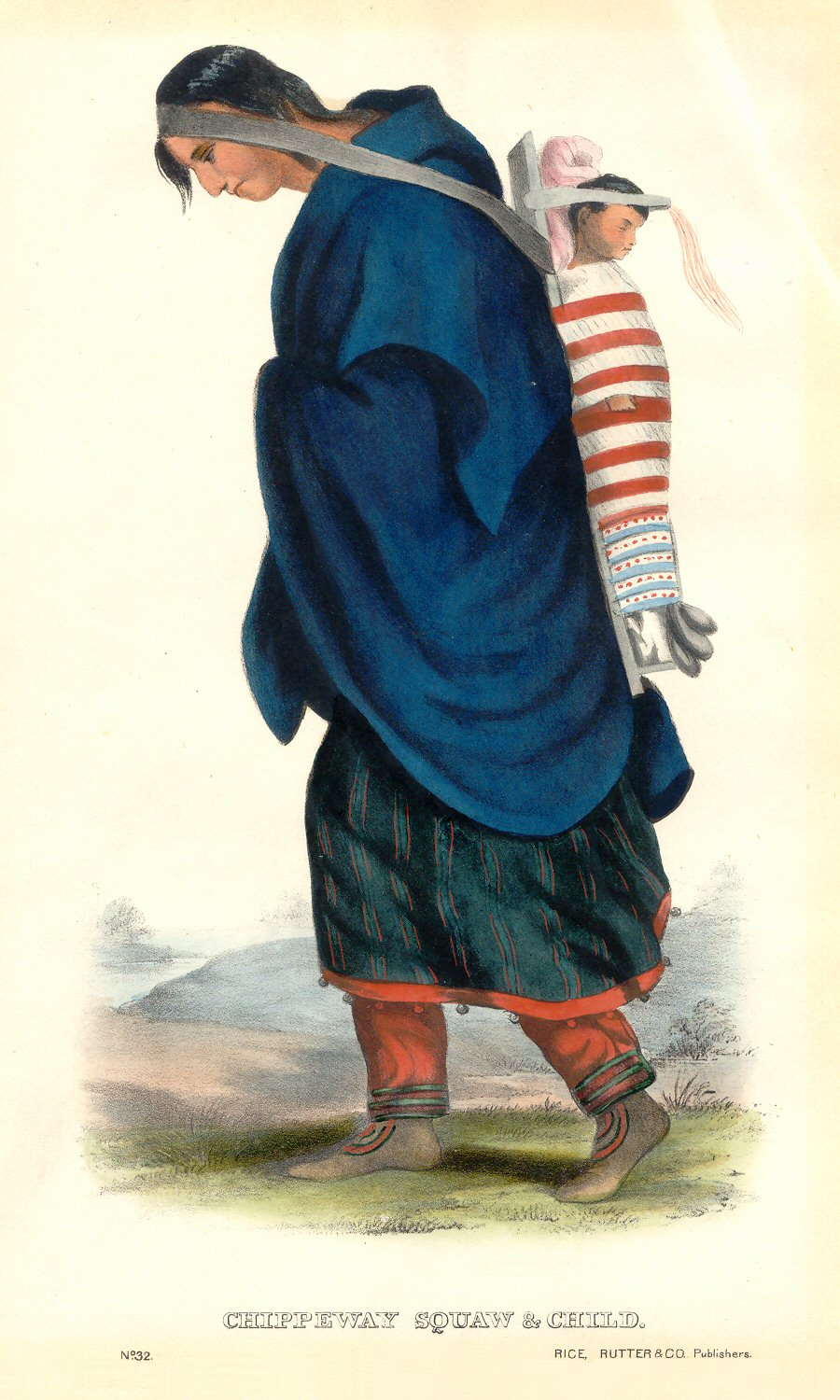
Mulher nativa americana (Ojibwe/Anishinaabe) usando um tumpline

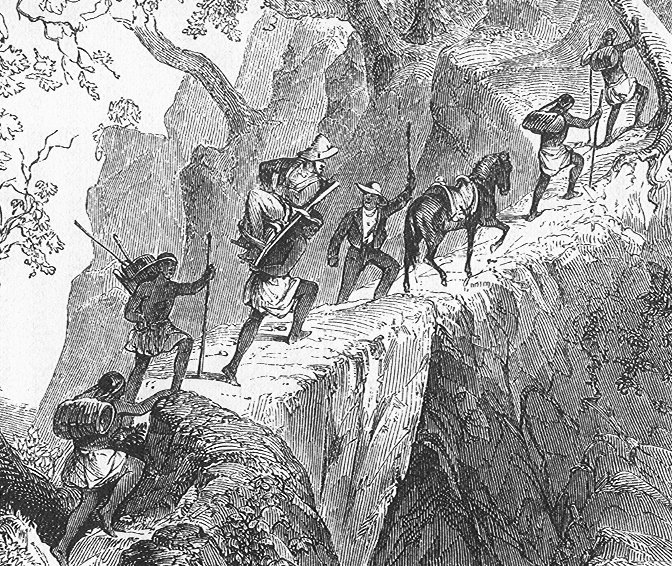
Tumplines em uso no México

Um tumpline ( /ˈtʌmplaɪn/ ) é uma alça que é presa em ambos os lados a uma mochila ou outra bolsa e é usada para carregar o objeto colocando a alça no topo da cabeça. Isso permite que a coluna vertebral ajude a suportar o peso em vez de apenas os ombros, como acontece com as alças de mochila padrão. Tumplines não são destinados a serem usados na testa, mas sim no topo da cabeça logo atrás da linha do cabelo, puxando para baixo em alinhamento com a coluna vertebral. O usuário então se inclina para a frente, permitindo que as costas ajudem a suportar a carga.
Os nativos indígenas do México (e de outros países latino-americanos) tradicionalmente usam tumplines para carregar cargas pesadas, como lenha, cestos, gaiolas de pássaros e móveis. No México, um nome comum para tumpline é "mecapal". Os maias modernos das terras altas do sul do México ainda usam tumplines para transportar vários itens. Durante a Segunda Guerra Mundial, o Exército Canadense desenvolveu pacotes de suprimentos especiais com tumplines para transportar suprimentos em terrenos acidentados. 
Tumplines são frequentemente usados por carregadores no Nepal. Yvon Chouinard, um alpinista e fabricante de equipamentos para atividades ao ar livre, começou a usar tumplines para resolver dores crônicas nas costas depois de ver como os carregadores nepaleses desenvolveram músculos nas laterais de suas colunas vertebrais. Ele passou a usar tumplines em vez de mochilas.